# Ахляйтнер, Фридрих
Фридрих Ахляйтнер (нем. Friedrich Achleitner; 23 мая 1930 — 27 марта 2019) — австрийский поэт, архитектурный критик; не следует путать его с другим немецкоязычным литератором-однофамильцем Артуром, который скончался за три года до рождения Фридриха.

## Биография
Фридрих Ахляйтнер родился 23 мая 1930 года в городе Шальхен в Австрии, в федеральной земле Верхняя Австрия.
С 1950 по 1953 год Фридрих Ахляйтнер изучал архитектуру в Академии изобразительных искусств в городе Вене.
В 1955 году он стал членом так называемой «Венской Группы» («англ. Wiener Gruppe») — творческой организации, основанной Хансом Карлом Артманом, которая объединила целое созвездие австрийских литераторов. Фридрих Ахляйтнер с энтузиазмом выступал в литературном кабаре творческого союза, одновременно создавая стихи, некоторые из которых, ещё при жизни автора, обречены были стать немецкой классикой.
В 1983 году Фридрих Ахляйтнер стал профессором истории и теории архитектуры в Венской академии изобразительных искусств.

## Избранная библиография

### Беллетристика
- Hosn. Mit einer Schallplatte von H.C. Artmann und Gerhard Rühm. Frick, Wien, 1959
- Schwer schwarz. Gomringer, Frauenfeld, 1960
- Prosa, konstellationen, montagen, dialektgedichte, studien. Gesammelte Texte. Rowohlt, Reinbek, 1970
- Quadrat-roman : u. andere quadrat-sachen; 1 neuer bildungsroman, 1 neuer entwicklungsroman etc. etc. etc. Luchterhand, Darmstadt und Neuwied, 1973
- Super-Rekord 50 + 50. Mit Gerhard Rühm. Edition Neue Texte, Linz, 1990
- Kaaas. Dialektgedichte. Residenz, Salzburg und Wien, 1991
- Einschlafgeschichten. Zsolnay, Wien, 2003
- Wiener linien. Zsolnay, Wien, 2004
- Und oder oder und. Zsolnay, Wien, 2006
- Der springende punkt. Zsolnay, Wien, 2009 [4].

### Эссе
- Lois Welzenbacher 1889—1955. Zusammen mit Ottokar Uhl. Residenz, Salzburg, 1968
- Die Ware Landschaft. Eine kritische Analyse des Landschaftsbegriffs. Herausgegeben von Achleitner. Residenz, Salzburg, 2. Auflage 1978
- Glückliches Österreich. Literarische Besichtigung eines Vaterlands. Zusammen mit Jochen Jung. Residenz, Salzburg und Wien, 1979
- Österreichische Architektur im 20. Jahrhundert. Ein Führer in vier Bänden. Residenz, Salzburg und Wien, 1980—1990
- Nieder mit Fischer von Erlach. Gesammelte Kritiken. 1986
- Aufforderung zum Vertrauen. Aufsätze zur Architektur. Residenz, Salzburg und Wien, 1987
- Die rückwärtsgewandte Utopie. Motor des Fortschritts in der Wiener Architektur. Picus, Wien, 1994
- Wiener Architektur. Zwischen typologischem Fatalismus und semantischem Schlamassel. Böhlau, Wien, Köln und Weimar, 1996
- Die Plotteggs kommen. Ein Bericht. Sonderzahl, Wien, 1996
- Region, ein Konstrukt? Regionalismus, eine Pleite? Birkhäuser, Basel, Boston und Berlin, 1997